# Космиринська травертинова скеля
Косми́ринська траверти́нова ске́ля — комплексна пам'ятка природи місцевого значення в Україні.
Розташована на крутому лівому схилі річки Дністра поблизу села Космирина Бучацького району Тернопільської області, у виділах 18 і 19 кварталу 29 Золотопотіцького лісництва, лісове урочище «Локичка».
У скелі є невелика печера, а зверху ллється водоспад.
Площа — 0,25 га. Статус надано рішенням Тернопільської обласної ради від 18 червня 2009 р. № 620.
Входить до складу Національного природного парку «Дністровський каньйон».